# شفلرية بوجيرية
شفلرية بوجيرية (الاسم العلمي:Schefflera bojeri) هي نوع من النباتات تتبع جنس الشفلرية من الفصيلة الأرالية.